# Kalicinit
Kalicinit je zelo redek karbonatni mineral s kemijsko formulo KHCO3 (kalijev hidrogenkarbonat). Kristalizira v monoklinskem kristalnem sistemu.
Doslej najdeni kalicinit ima obliko finih kristalov do grobih kristalnih skupkov. Čist mineral je brezbarven in prozoren ali zaradi večkratnega loma svetlobe v polikristalni strukturi bel. Primesi ga obarvajo svetlo rumeno.

## Etimologija in zgodovina
Mineral je v bližini Chippisa v kantonu Valais, Švica, pod podrtim drevesom leta 1865 odkril in opisal francoski kemik in mineralog Félix Pisani. Ugotovil je tudi njegovo kemijsko sestavo in ga po elementu kaliju imenoval kalicin. Njegovo ime se je v tujih jezikih kasneje spremenilo v kalicinit.

## Nahajališča
Tipska lokacija kalicinita je Chippis v kantonu Valais, Švica. Odkrili so ga tudi v karbonatitnem kompleksu Saint-Honoré,  Québec (Kanada), Hibinjskem gorovju na polotoku Kola (Ruska federacija), Medelpadu (Švedska), in Long Shopu, Virginija (Združene države Amerike).<mindat/>

## Posebne lastnosti
Kalicinit je dobro topen v vodi, zato mora biti zaščiten pred vlago.